# Michael Cordier
Michaël Cordier (Lobbes, 27 maart 1984) is een voormalig Belgische doelman.

## Carrière
Hij speelde bij Sporting Charleroi en La Louvière. Na een sterk en opvallend seizoen bij La Louviére kreeg hij aanbiedingen van FC Brussels en Standard. Cordier wilde stap voor stap naar de top en koos in dat opzicht voor FC Brussels. Vanaf het seizoen 2005-06 verdedigde hij het doel van de hoofdstedelingen. Hij speelde een puike heenronde en pakte regelmatig punten voor zijn team. Maar na enkele foutjes in een competitiewedstrijd werd hij door zijn toenmalige trainer Albert Cartier naar de bank verwezen. Sindsdien gaf Cartier de voorkeur aan doelman Patrick Nys. Het leidde tot heel wat ongenoegen bij Cordier, die zijn statuut als bankzitter beu was.
Na een seizoen in Tweede Klasse als derde doelman (achter Olivier Werner en Isa Izgi) kreeg Cordier een aanbod van RSC Anderlecht. De club verkeerde in die periode in moeilijkheden aangezien vaste doelman Daniel Zitka een zware blessure opliep en zijn doublure, Silvio Proto, aan Germinal Beerschot was uitgeleend. Hierdoor werd derde doelman Davy Schollen tijdelijk de nummer 1 bij Anderlecht. Cordier werd reservedoelman, maar zag hoe een seizoen later Proto terugkeerde naar Anderlecht. Bovendien raakte Zitka van zijn blessure af en werd Cordier dus plots slechts vierde keuze. Daarom besloot Anderlecht om hem in januari 2010 voor een periode van zes maanden uit te lenen aan derdeklasser Olympic Charleroi.
Nadat hij bij Anderlecht einde contract was, speelde hij tussen 2012 en 2015 vervolgens drie opeenvolgende seizoenen voor KVC Westerlo. Tijdens het tweede seizoen (waarin Westerlo kampioen werd in tweede klasse) en het seizoen erna (in eerste klasse), kreeg Koen Van Langendonck de voorkeur op Cordier. Cordier fungeerde dus als reservedoelman. 
In augustus 2015 tekende hij een contract voor een seizoen bij Club Brugge. Hij moet er de concurrentie aangaan met Sinan Bolat en Sébastien Bruzzese (die eveneens ex-speler van Anderlecht is).
Cordier speelde geen enkele wedstrijd voor Brugge tijdens 2015/16. Hij zette en punt achter zijn profcarrière en vertrok naar UR La Louvière Centre, dat in Tweede klasse amateurs uitkwam. Hier was hij 2 seizoenen eerste keeper. In 2018 vertrok hij naar RFC Rapid Symphorinois, dat voor het eerst in haar geschiedenis naar de nationale reeksen was gepromoveerd. Hier was hij opnieuw eerste doelman. Cordier hielp mee aan de handhaving van Rapid Symphorinois' eerste seizoen in de nationale reeksen. Na dit seizoen stopte hij met voetballen. Totdat hij in april 2020 uit voetbalpensioen kwam om voor FC Havré aan te treden. De Henegouwse provincialer hun seizoen zat er echter toen al op dankzij het Covid-19-virus.  
Cordier werd ook al meermaals opgeroepen voor de nationale beloftenploeg.

## Jeugdcarrière
- 1990-1999: RUSC Anderlues
- 1999-2001: Sporting Charleroi

## Spelerscarrière
| seizoen | club                   | land            | competitie             | wed. | goals |
| ------- | ---------------------- | --------------- | ---------------------- | ---- | ----- |
| 2001/02 | Sporting Charleroi     | Vlag van België | Eerste Klasse          | 0    | 0     |
| 2001/02 | → Eendracht Aalst      | Vlag van België | Eerste Klasse          | 4    | 0     |
| 2002/03 | Sporting Charleroi     | Vlag van België | Eerste Klasse          | 0    | 0     |
| 2003/04 | Sporting Charleroi     | Vlag van België | Eerste Klasse          | 0    | 0     |
| 2003/04 | RAA Louviéroise        | Vlag van België | Eerste Klasse          | 0    | 0     |
| 2004/05 | RAA Louviéroise        | Vlag van België | Eerste Klasse          | 3    | 0     |
| 2005/06 | RAA Louviéroise        | Vlag van België | Eerste Klasse          | 30   | 0     |
| 2006/07 | FC Brussels            | Vlag van België | Eerste Klasse          | 15   | 0     |
| 2007/08 | FC Brussels            | Vlag van België | Eerste Klasse          | 11   | 0     |
| 2008/09 | FC Brussels            | Vlag van België | Exqi League            | 2    | 0     |
| 2008/09 | → RSC Anderlecht       | Vlag van België | Jupiler Pro League     | 0    | 0     |
| 2009/10 | RSC Anderlecht         | Vlag van België | Jupiler Pro League     | 0    | 0     |
| 2009/10 | → Olympic Charleroi    | Vlag van België | Derde Klasse           | 0    | 0     |
| 2010/11 | RSC Anderlecht         | Vlag van België | Jupiler Pro League     | 1    | 0     |
| 2011/12 | RSC Anderlecht         | Vlag van België | Jupiler Pro League     | 1    | 0     |
| 2012/13 | KVC Westerlo           | Vlag van België | Tweede klasse          | 20   | 0     |
| 2013/14 | KVC Westerlo           | Vlag van België | Tweede klasse          | 0    | 0     |
| 2014/15 | KVC Westerlo           | Vlag van België | Jupiler Pro League     | 4    | 0     |
| 2015/16 | Club Brugge            | Vlag van België | Jupiler Pro League     | 0    | 0     |
| 2016/17 | UR La Louvière Centre  | Vlag van België | Tweede klasse amateurs | 28   | 0     |
| 2017/18 | UR La Louvière Centre  | Vlag van België | Tweede klasse amateurs | 21   | 0     |
| 2018/19 | RFC Rapid Symphorinois | Vlag van België | Derde klasse amateurs  | 18   | 0     |
| Totaal  | Totaal                 | Totaal          | Totaal                 | 154  | 0     |

## Palmares
| Nationaal          |    |            |
| Belgisch kampioen  | 2x | 2012, 2016 |
| Belgische Supercup | 1x | 2010       |